# ベンジルメルカプタン
ベンジルメルカプタン（英: Benzyl mercaptan）は、化学式C6H5CH2SHで表される有機硫黄化合物の一種である。特異臭のある無色の液体で、自然界にも存在する。チオベンジルアルコール、α-トルエンチオール、フェニルメタンチオールなどの別名がある。日本の消防法では危険物第4類 第三石油類に区分される

## 生成
塩化ベンジルとチオ尿素の反応させて得たイソチオウロニウム塩をアルカリ加水分解することによって調製できる。
ツゲの木から発見され、特定のワインではスモーキーな香りに寄与する。コーヒーに含まれていることも確認されている。
食品の加熱により生じ、低濃度では好ましい香りとなるが、量が増えると加熱臭と呼ばれるオフフレーバーとなる。

## 有機合成化学
S-アルキル化に使用され、ベンジルチオエーテルを生成する。
有機合成化学におけるチオール基の供給源として利用される。脱ベンジル化は金属の溶解還元により行われる。
{\displaystyle {\ce {RSCH2C6H5 + 2H+ + 2e- -> RSH + CH3C6H5}}}
縮合型タンニンは、ベンジルメルカプタンの存在下で酸触媒による開裂を受ける。

## 誘導体
メトキシ基を導入したベンジルメルカプタンは容易に開裂し、リサイクル可能で無臭である。